# Берников, Михаил Юрьевич
Михаил Юрьевич Берников (род. 24 марта 1969, Жуковка, Брянская область, СССР) — российский государственный деятель. В декабре 2011 — январе 2012 года — председатель Орловского городского Совета народных депутатов.

## Биография
Родился 24 марта 1969 года в городе Жуковка (Брянская область). Отец — инженер-энергетик, мать — учитель математики. В 1970 году семья Берниковых переехала в Орёл.
Учился в школе № 5 города Орла, которую закончил в 1986 году.
В 1986—1987 годах М. Ю. Берников учился в Харьковском государственном университете на радиофизическом факультете (учёба была прекращена после службы в армии по семейным обстоятельствам). В 1987—1988 годах служил в ВВС ВМФ СССР. В 1995 году окончил Орловский государственный педагогический университет по специальности «преподаватель права и истории» и Санкт-Петербургский филиал Всероссийской школы приватизации и предпринимательства (специалист по антикризисному управлению). В 2004 году окончил Орловскую региональную Академию государственной службы по специальности «экономист».
В 1988—1992 годах М. Ю. Берников работал в профкоме ПО «Орловский з-д УВМ имени К. Н. Руднева». Затем был генеральным директором АО ЗТ «Орелдепозит» (1993—1994), директором группы компаний «Консультант» (1995—2000) и директором группы компаний «Транслес» (2001—2012).
В 2001—2009 годах М. Ю. Берников был депутатом Орловского городского Совета народных депутатов, где являлся председателем комитета по экономической политике, с 2006 года — председатель комитета по муниципальной собственности. С 2011 по январь 2012 года — председатель горсовета.
Директор «Фонда поддержки малого и среднего предпринимательства города Орла» (2009), генеральный директор АНО "Футбольный клуб «Орёл», с 2011 года — президент ФК «Командор».
В сентябре 2011 — декабре 2011 года — директор унитарного предприятия «Совхоз Коммунальник».
С декабря 2011 по январь 2012 года — Председатель Орловского городского Совета народных депутатов.
С января 2012 по февраль 2012 года — заместитель главы администрации города Орла по экономике, исполняющий обязанности главы администрации города Орла.
С февраля 2012 года по настоящее время — глава администрации города Орла.
Женат, детей не имеет.
Кандидат в мастера спорта по футболу и боулингу.